# Таверна-Цароне (Казерта)
Таверна-Цароне је насеље у Италији у округу Казерта, региону Кампанија.
Према процени из 2011. у насељу је живело 82 становника. Насеље се налази на надморској висини од 157 м.